# Мигейские пороги

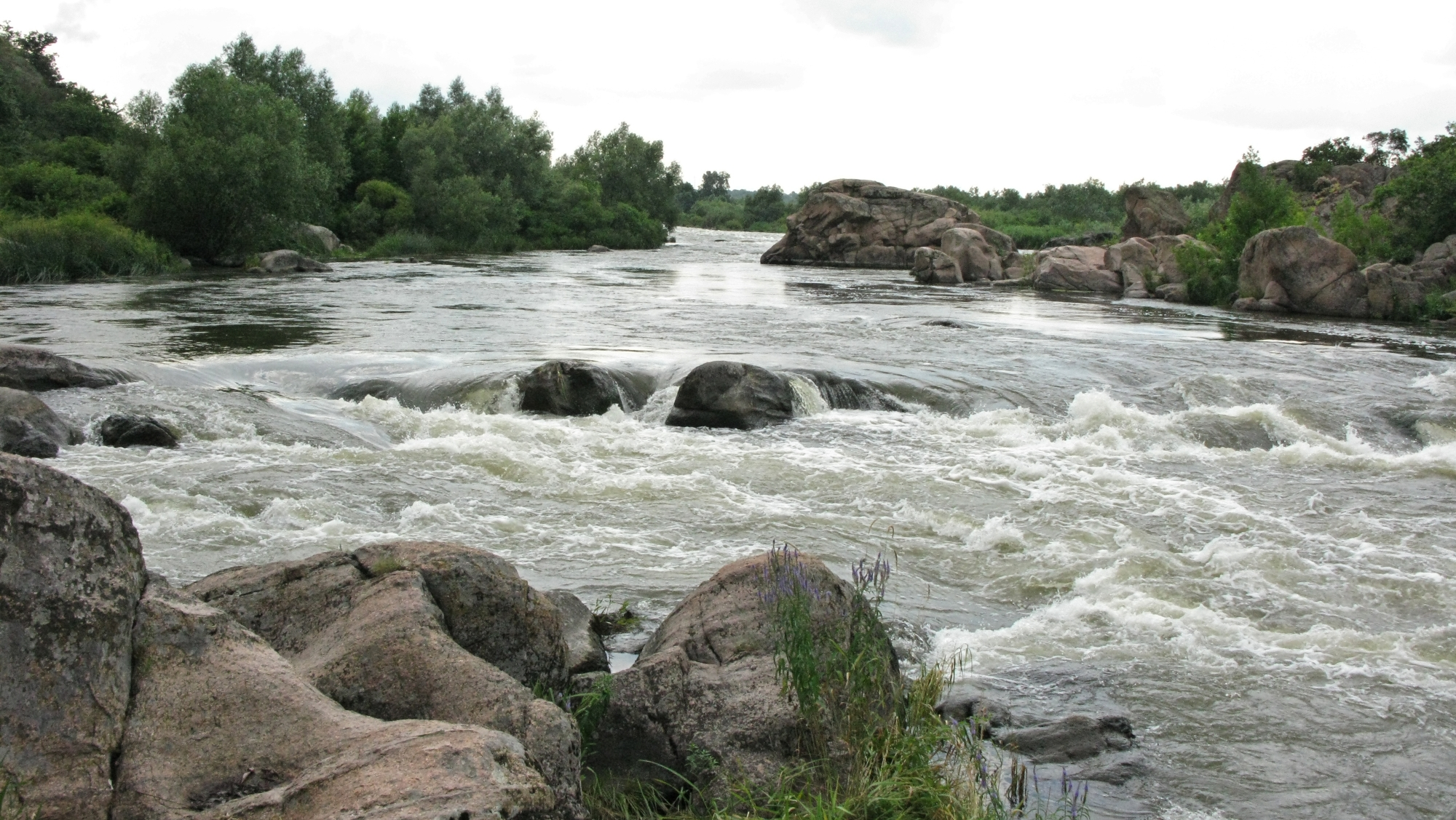
Мигейские пороги

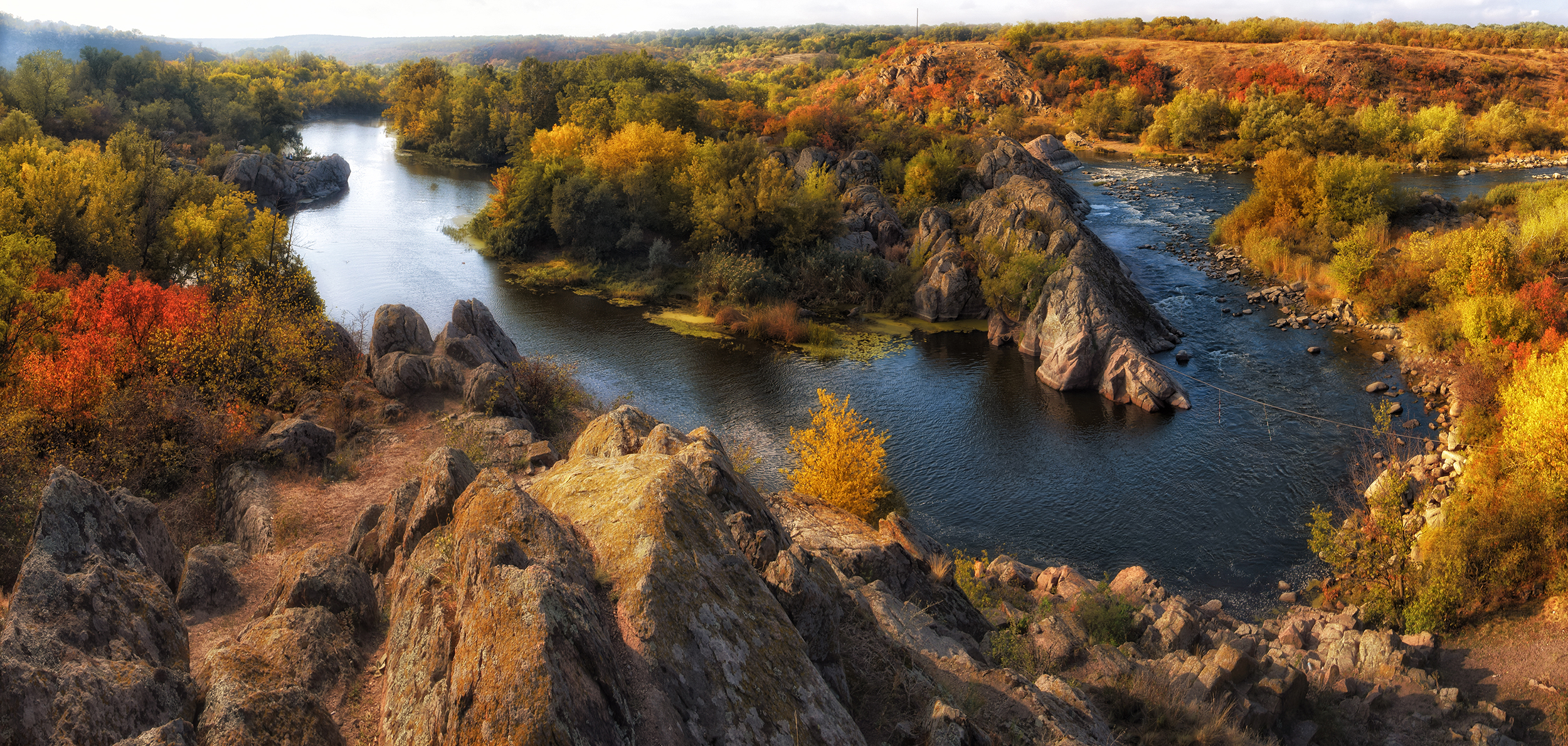
Порог Красные Ворота («Интеграл»)

Мигийские пороги или Мигейские пороги (укр. Мигійські пороги) — расположенная на реке Южный Буг (Николаевская область, 330 км от Киева) цепь порогов и перекатов в районе села Мигия. Эта цепь включает в себя такие пороги как «Гарт», «Интеграл» и «Красные ворота».
Мигейские пороги — одно из немногочисленных мест на Украине, где в летнюю пору можно организовать тренировки по технике водного туризма и гребного слалома. Каждый год, весной и летом сюда приезжают сотни туристов.
Вокруг порогов организован региональный ландшафтный парк «Гранитно-Степное Побужье (региональный ландшафтный парк)». Одно из самых красивых его мест — порог Красные ворота на реке Южный Буг, называемый также Интегралом из-за характерной формы.